# 朱朗鐀
襄陵温恪王朱朗鐀（16世纪—1617年），明朝襄陵恭懿王朱谟墡的嫡次子。
万历十一年（1583年），朱谟墡去世。万历十五年（1587年）四月，明神宗御皇極殿傳詔遣武進伯朱世雍等持節冊封朱朗鐀為襄陵王。
万历二十一年（1593年）四月，朱朗鐀選平涼府鎮原縣生員李柱的女兒封為襄陵王妃。
万历三十八年（1610年）九月，神宗将誥敕颁给朱朗鐀等。
万历四十五年（1617年），朱朗鐀去世。四十七年（1619年）十二月赐谥号。泰昌元年（1620年）十一月，其嫡长子朱璟洸受册袭封。